# Shiroishi, Saga
Shiroishi (japanska: 白石町?, Shiroishi-chō) är en landskommun (köping) i Saga prefektur i Japan. 
År 2005 inkorporerades kommunerna Fukudomi och Ariake i Shiroishi.